# Carcelén
Carcelén – gmina w Hiszpanii, w prowincji Albacete, w Kastylii-La Mancha, o powierzchni 75,36 km². W 2011 roku gmina liczyła 639 mieszkańców.